# 海軍設営隊
海軍設営隊（かいぐんせつえいたい）とは、日本海軍に属した基地施設建築や陣地築城を任務とした部隊である。太平洋戦争中に200隊以上が編成され、南方の最前線を含め各地で飛行場などの建設を行った。初期には設営班（せつえいはん）と呼ばれた。軍属主体であったが、徐々に軍人による編制が増えた。

## 沿革
日本海軍では、基地建築などを行う部門として海軍建築局を置き、実働組織として各軍港に建築部を配置していた。しかし、日米関係が悪化し太平洋戦争の勃発が予期されるようになると、前線で連合艦隊などの作戦部隊の指揮下で基地建築を行う部隊が、新たに必要となった。そこで、1941年（昭和16年）8月に建築局を海軍施設本部に発展的に解消すると共に、前線で作戦部隊の下に活動する特設海軍建築部（1943年8月以降は特設海軍施設部に改称）の制度が設けられた。以後、施設本部が全体計画を立て、各鎮守府の建築部（1943年8月以降は施設部に改称）で設営隊などの部隊編成が行われて、作戦部隊指揮下に編入されるという方式が取られていくことになる。設営の専門科として技術科士官制度も創設され、海軍工作学校での技術士官養成が始まった。
そして、最初の実働部隊として、1941年10月頃に第1設営班から第8設営班までの特設設営班が編成され、各艦隊の隷下に編入された。特設設営班は、文官である海軍技師・技手（ぎて）を幹部として、作業員も徴用工員のみから成る純然たる軍属部隊であった。これらは開戦後は占領した飛行場の整備に当てられた。さらに開戦後に、港湾設備の整備を任務として2個の臨時設営班が増設された。各設営班は1942年半ばには、占領地の特設建築部に編入・解隊された。
1942年（昭和17年）4月頃からは、新たに軍人の指揮する特設設営隊が編成された。工作学校卒の技術士官に加え、文官の技師からの技術士官採用が進んでいる。ただし、陸海軍の兵力量問題から技術下士官・兵の整備ができず、設営隊の主力は依然として軍属であった。ミッドウェー島攻略作戦などに参加し、占領後に直ちに飛行場などの整備を行うことが計画された。ガダルカナル島の戦い以後、連合軍の反抗が本格化すると、飛行場建築のほか工兵に近い防御陣地築城を任務とした設営隊が次々と増設されて、南方各地へ送られた。
1944年5月に、下士官兵についても技術下士官および技術兵の制度ができ、従来は軍属であった作業員も軍人による編成へと移行することとなった。技術下士官兵の教育のため、同年6月、各鎮守府の施設部に教導設営班が置かれた。もっとも、軍属の作業員を置くこともでき、人員不足等から依然として軍属主体の丙編制も存在した。以後150隊以上が編成され、フィリピンを中心とした南方及び台湾や沖縄、日本本土各地へ配備された。神風特攻隊用の飛行場建設のほか、日本本土では工場の地下疎開なども任務としながら終戦まで活動を続けた。太平洋戦争全期間での編成総数は、第11設営隊以降の番号設営隊215隊及び「横須賀設営隊」などの地名呼称設営隊8隊、合計223隊に上った。うち74隊が南方へ派遣され、残りの149隊は内地で飛行場建設（60隊）とその他の建築任務（89隊）に従事した。
なお、以上のような正規の設営隊のほか、各施設部で編成された施設関係の部隊も多数存在した。しかしながら、主に軍属部隊であることや臨時に編成される場合が多いことから史料が極端に少なく、その組織や活動地域は不明なものが多い。タラワの戦いに参加した第4艦隊設営派遣隊（第4施設部で編成）、テニアン島の飛行場建設を目的として1943年11月に横須賀で編成された第4施設部増強第2部隊（後に第203設営隊に改編）などが確認されている。

## 編制例
軍人編成となった後の特設設営隊のうち、甲編制と称する最も本格的な編制である。このほか乙から丁の編制が存在した。また、具体的な任務が飛行場設営であるのか、築城であるのかなどにより詳細は異なる。部隊番号が100番以降は築城任務、300番以降はトンネル・地下工場疎開任務の編制となっている。
- 設営隊本部 - 甲編制では隊長は佐官。乙編制では尉官でも可で、技術大尉を長とすることが多かった。
- 第1中隊 - 建設機械担当。ブルドーザー、牽引式スクレイパーなど十数両。トラック約20両（うちダンプカー数両）。
- 第2中隊 - 飛行場・運搬路担当。
- 第3中隊 - 居住施設・耐弾施設・桟橋担当。
- 第4中隊 - 隧道（ずいどう＝トンネル）など担当。
- その他 - 運輸隊（大発動艇9隻）、医務隊、主計隊、通信隊

計：1054名。ほかに甲編制では軍属1000名以内を置くことができる。

武装：小銃829丁、軽機関銃24丁、重擲弾筒48門。（理論上の装備数で実際には大幅に不足。）

## 実戦と評価
アメリカ海軍のシービーと比較され、しばしば能力不足が指摘される。特に、当時の日本の土木作業は機械化が遅れていたことをそのまま反映し、機械化の遅れが目立った。ウェーク島の戦いなどで鹵獲したブルドーザーなどの配備が行われ、国産化の努力も進められたが、他の車両製造と競合して生産は十分ではなかった。性能でも国産品は劣っていた。おまけに、海上輸送力の不足から機械類の携行が制限される場合もあった。また、作業機械そのものの配備はある程度された場合でも、熟練した運転手がいないために、効率的な運用が難しい面もあった。
それでも、1943年頃には一定の機械化が達成されている。1943年末に編成の甲編制部隊の場合、ブルドーザーやスクレイパー十数両、ロードローラー数両などの建設重機を装備していた。千葉県内で大規模な実験も行われ、鉄板や鉄網を用いた滑走路の急速設営の研究がされた。これらの成果を生かし、ニューギニアのワクデ島の第103設営隊の場合、上陸後25日間で飛行場を建設し航空隊の進出に成功している。1944年2月のハルマヘラ島の第224設営隊のように、着工後およそ20日間で戦闘機の発着に成功した記録もある。
なお、設営隊は戦闘部隊ではなく、自衛用のわずかな小火器しか持たなかったが、ガダルカナル島の戦いをはじめ各地で地上戦への加入を余儀なくされた。戦史に「陸戦隊」「海軍部隊」として登場する中には、しばしばこうした設営隊を戦闘任務にあてたものも含まれる。発破作業用の爆薬や竹槍などを武器に戦い、多大な犠牲を出した。ビアク島の戦いや硫黄島の戦いなどのように全滅した例もあり、1944年以降のみでも14隊に上る。

## 徴用工員
海軍設営隊の特色として、徴用工員と称した軍属が非常に多かったことが挙げられる。特に、朝鮮や台湾出身の工員の割合が高かった。通常は日本本土の各鎮守府の施設部の所管で教育された後に、設営隊などとして組織され出動した。給与は軍人に比べて高給であったが、生活待遇は良好とは言いがたかった。最前線では地上戦への戦力化を余儀なくされ、多くの犠牲を出した。なお、玉砕戦となったケースでは、軍人に比べて生存者が多い。
このほか、必要に応じて現地労務者を雇用することも認められていた。

## 注記
1. ↑  海軍歴史保存会（1995）、234頁。
2. ↑  鎮守府施設部の教導設営班を1945年6月に実戦部隊に改編したもの。
3. ↑  海軍歴史保存会（1995）、247頁。
4. ↑  佐用（2001）、31頁。
5. ↑  防衛研修所戦史室『海軍軍戦備（2）開戦以後』　朝雲新聞社〈戦史叢書〉、1975年、451頁。
6. ↑  佐用（2001）、228頁。
7. ↑  佐用（2001）、240頁。